# Gersthofen
Gersthofen è una città tedesca di 23 492 abitanti, sita nel Land della Baviera.